# Felletár Melinda
Felletár Melinda (Hódmezővásárhely, 1960. május 10. –) magyar hárfaművész.

## Életútja
Szülővárosa zeneiskolájában kezdte tanulmányait, majd Szegedre került, ahol a Tömörkény István Művészeti Szakközépiskolában és a városi konzervatóriumban tanult, utóbbi helyen Weninger Richárd (hárfa) és Huszár Lajos (zeneszerzés) növendéke volt; felsőfokon 1978 és 1983 között a moszkvai Csajkovszkij Konzervatóriumban Vera Dulovánál képezte magát.
1983-tól a Szegedi Szimfonikus Zenekarban játszott, 1990-től tanít is a Zeneakadémia szegedi tagozatán (egyik növendéke Razvaljajeva Anasztázia volt). 1998-tól a Matáv Szimfonikus Zenekar (Concerto Budapest) tagja.